# Portman Road
Portman Road er et fodboldstadion i Ipswich, England og hjemmebanen til fodboldklubben Ipswich Town FC. Portman Road blev åbnet i 1884 og har en kapacitet på 30.056 siddepladser. Publikumsrekorden er på 38.010 tilskuere, fra kampen mod Leeds United FC i sjette runde i FA-cupen den 8. marts 1975.